# Rio Maior
Rio Maior este un oraș în Districtul Santarém, Portugalia.